# Siemensova–Martinova pec
Siemensova-Martinova pec je vanová pec, určená k přeměně surového železa na ocel.
Friedrich Siemens vyrobil původně pec na tavení skla. Licenci na konstrukci pece si od něj koupil Émile Martin a vylepšil ji ke zkujňování železné taveniny. Na 100 let se tyto pece staly nejvýznamnější technologií masové výroby kvalitní oceli. Svůj vrchol zaznamenaly Siemensovy-Martinovy pece roku 1965, po tomto roce byly velmi rychle vytlačeny novými výrobními pochody. Název pochází ze jmen vynálezců principu, Fridricha a Wilhelma Siemense a Émile a Pierre-Émile Martina (otec a syn), někdy se též používá jazykově nesprávný název Siemens-martinská pec, případně jen martinská pec.

## Historie

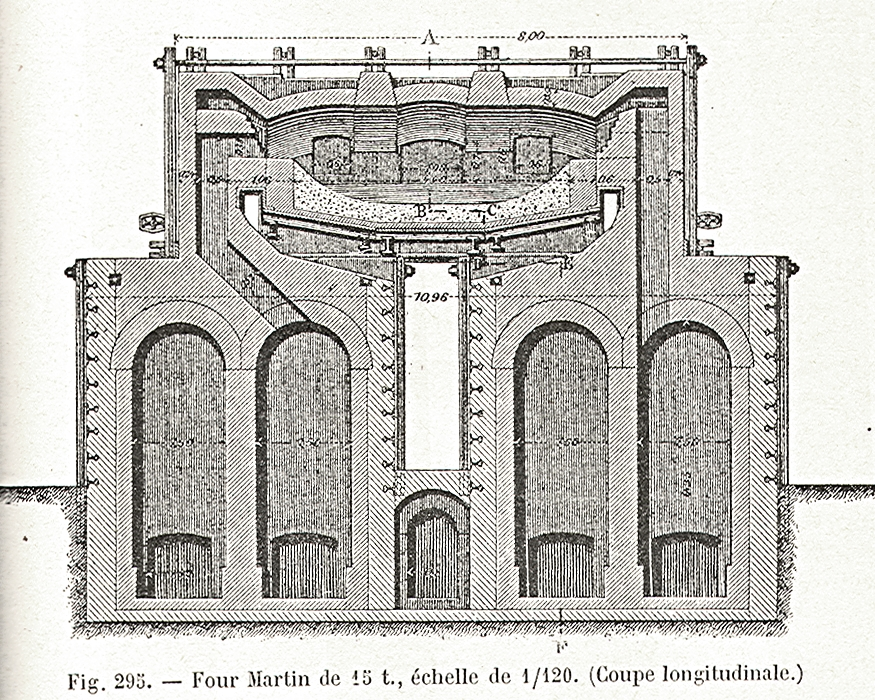
Nákres pece z roku 1895

V roce 1856 přihlásil Friedrich Siemens patent na regenerativní způsob topení v průmyslové peci. Základní myšlenkou byl ohřev topného plynu a vzduchu. Toto umožnilo dosáhnutí vysokých teplot – 1600 °C a více v pracovní komoře pece. Bratrům Siemensovým se ale nepodařilo v této peci tavit ocel. Vyzdívka pece se započala tavit dříve než kovová vsázka. Siemensové používali svého vynálezu s úspěchem k tavení skla a stali se největšími výrobci skla v Evropě.
Émile Martin a jeho syn Pierre-Émile Martin koupili od Friedricha Siemense licenci na pecní konstrukci. Použití ohnivzdorných vyzdívkových materiálů jim umožnilo plné využití možností pecní konstrukce a zkujňování železné taveniny. První Siemensova-Martinova pec byla dána do provozu 8. dubna 1864 ve francouzském městečku Sireuil. Tato technologie se velice rychle rozšířila a byla po dobu více než 100 let nejvýznamnější technologií masové výroby kvalitní ocele. Vrcholu bylo dosaženo v roce 1965, kdy bylo v Siemensových-Martinových pecích ve světě vyrobeno 278 milionů tun oceli. Siemensovy-Martinovy pece byly potom rychle vytlačeny novými výrobními pochody. Poslední Siemensova-Martinova pec v západní Evropě byla v provozu do roku 1990, v Lotyšsku v závodě Liepājas metalurgs až do konce roku 2010. Siemensovy-Martinovy pece jsou v současnosti v provozu na Ukrajině, kde jejich zastoupení činí až 50% celkové produkce oceli, dále pak ojediněle v Rusku a Číně.

## Konstrukce Siemensovy-Martinovy pece

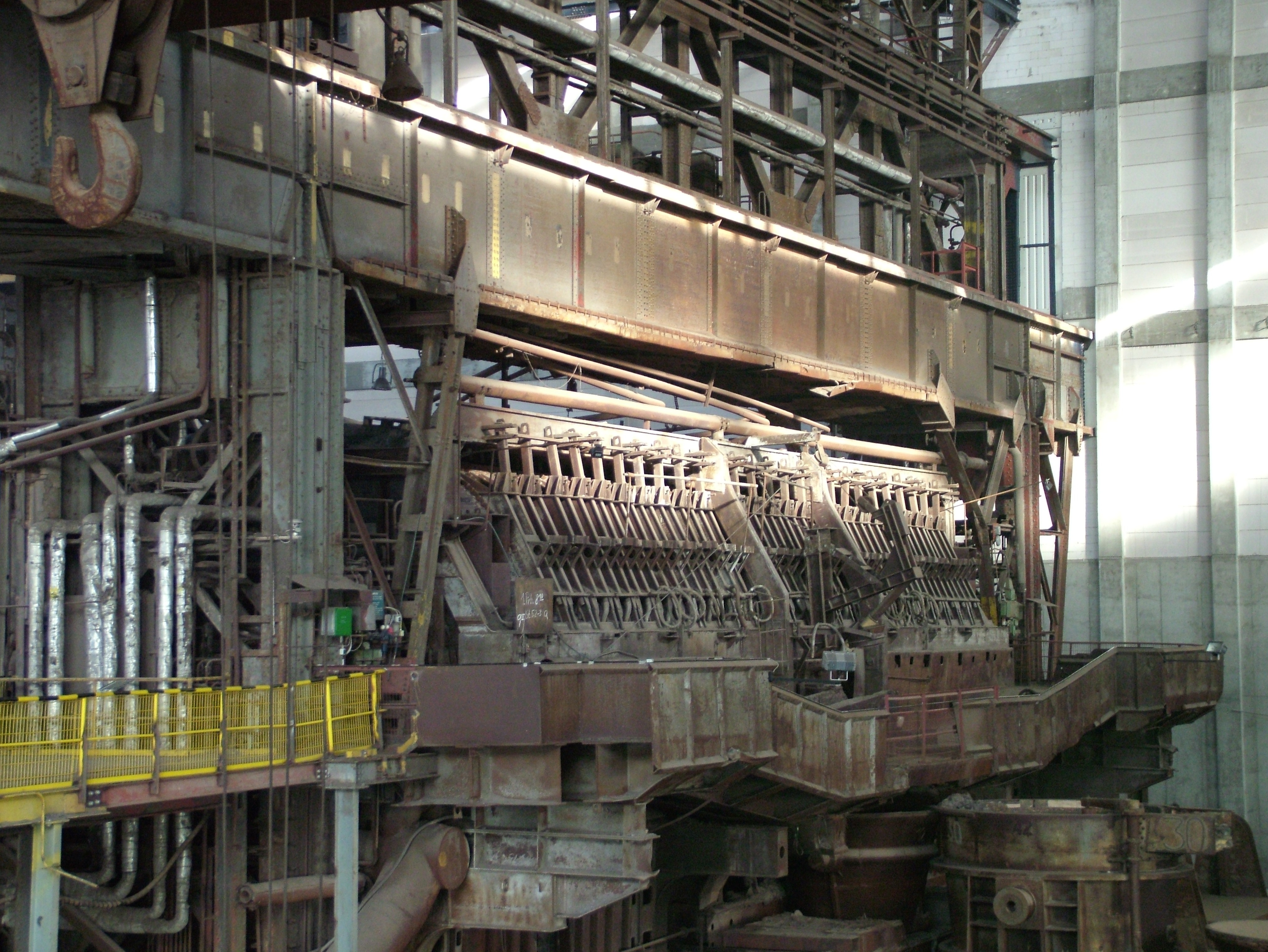
Siemensova-Martinova pec

Siemensova-Martinova pec je pec s uzavřenou nístějí (tavným prostorem), který spočívá na ocelové nosné konstrukci a je vyzděná nebo vypěchovaná ohnivzdorným materiálem. Toto je obvykle na bázi magnezitu (proces zásaditý) nebo křemíku (proces kyselý). V podélné stěně pece jsou pracovní otvory uzavřené dveřmi. Tyto slouží k plnění pece vsázkovým materiálem a k údržbovým pracím. Na nejnižším místě nístěje, na zadní podélné straně pece, je umístěn odpichový otvor. Tento vede do odpichového žlabu, který ústí do transportní pánve. Klenba pece je tvořena ohnivzdornými tvárnicemi. Na pravé a levé straně pece jsou umístěny hořákové hlavy. Do hořákové hlavy ústí svislé kanály sloužící k přívodu předehřátého spalovacího vzduchu a plynu. Ve spodní části, pod úrovní pracovní plošiny, jsou umístěny předehřívací komory – rekuperátory a komínový kanál k odvodu spalin do komína. Protože objem vzduchu nutný k spalování je podstatně vyšší než plynu, jsou komory na ohřev vzduchu většího objemu. Komory jsou vyzděny ohnivzdornými tvárnicemi, které vytvářejí kanálky. Komorové páry pracují střídavě. Po určitou dobu proudí spaliny o vysoké teplotě (až 1200 °C) levým párem komor a předají velkou část tepla na mřížovou vyzdívku. Po určité době, když pravý komorový pár je již ochlazen je směr změněn a horké spaliny proudí chladnými komorami atd. Siemensovy-Martinovy pece mohou být i sklopné tj. nístějová část se může otáčet kolem podélné osy.
Jako palivo slouží plyn koksárenský, generátorový nebo i topný olej. Pro topný olej nejsou předehřívací komory nutné a je předehříván pouze vzduch. Pro zvýšení efektivnosti spalování, zvýšení teploty plamene a urychlení tavení bývá vzduch v hořáku obohacován kyslíkem. Teplota v pecním prostoru dosahuje až 1850 °C. Siemensovy-Martinovy pece jsou stavěny pro vsázku od jedné do několika set tun.

## Siemensův-Martinův proces

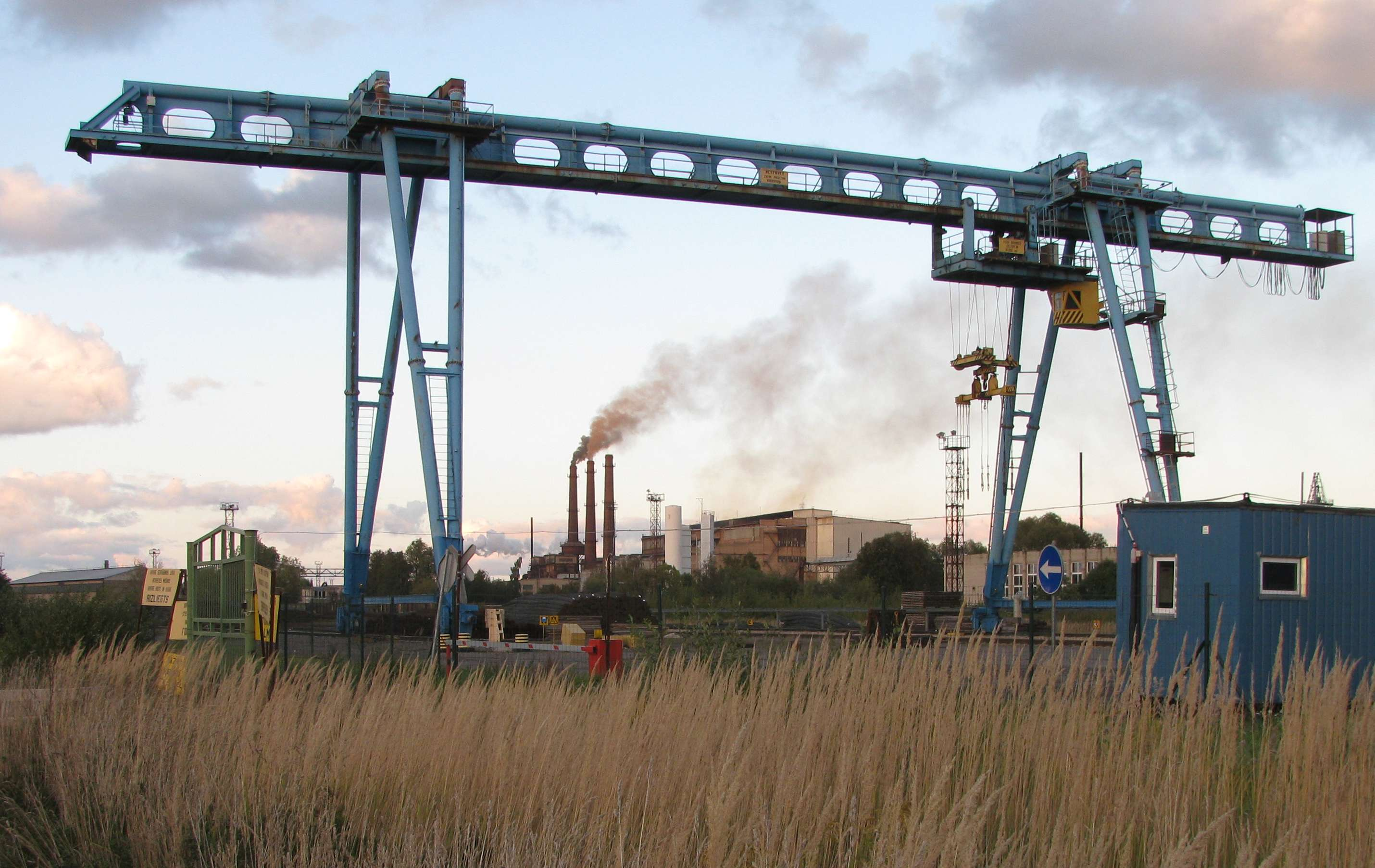
Pohled na ocelárnu se Siemensovou-Martinovou pecí v roce 2009

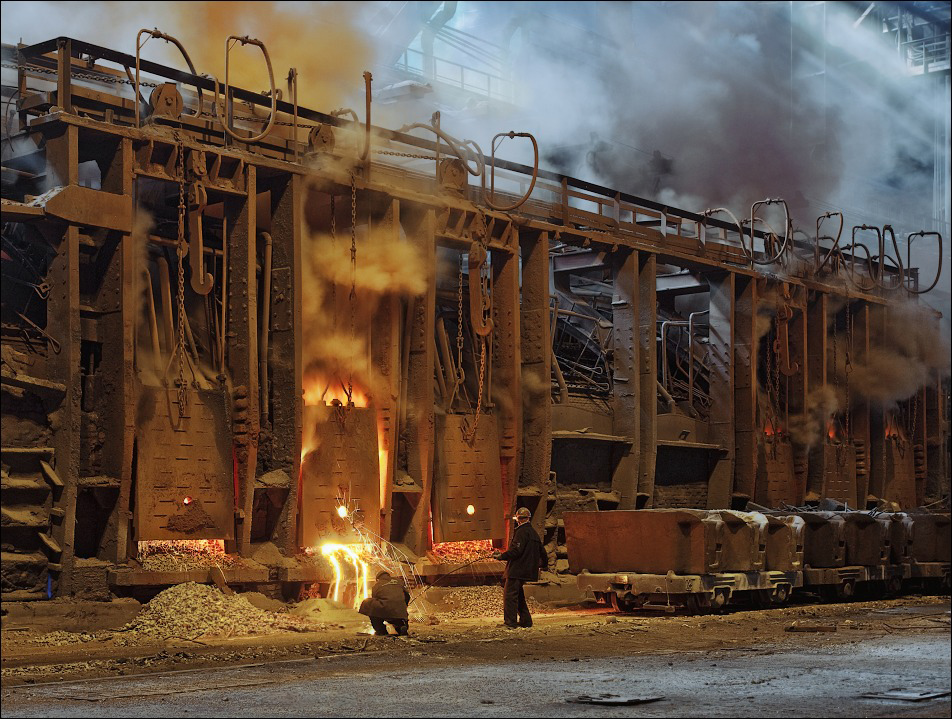
Odběr vzorku z tandemové siemens-martinovy pece v ukrajinském závodě ArcelorMittal Kryvyj Rih.

Podle druhu použité vyzdívky a chemických vlastností strusky, tj. její bazicity (poměr zásaditých a kyselých oxidů), rozlišujeme proces kyselý (s přebytkem křemíku ve strusce) a zásaditý. V praxi je rozšířen proces zásaditý, který umožňuje odsíření a odfosfoření taveniny. Kyselý proces nalezl pouze marginální rozšíření v průmyslu.
Vsázka do pece se provádí speciálními zavážecími jeřáby. Jako vsázkový materiál slouží ocelový odpad (šrot), surové železo buď v pevné nebo roztavené formě, pokud je požadováno, přidávají se v pozdější fázi tavby další kovové přísady jako feromangan, ferosilicium apod. Jako struskotvorné přísady jsou používány pálené vápno CaO, vápenec CaCO3 a železná ruda FexOy. Během tavení a po natavení reagují doprovodné prvky s kyslíkem ve strusce, v atmosféře pece a ve vsázce (rezavý odpad, znečištění kovových materiálů apod.). Pořadí reakcí je dáno afinitou jednotlivých prvků ke kyslíku (tj. schopností prvku slučovat se s kyslíkem).
- Jako první probíhá reakce mezi kyslíkem a křemíkem. Křemík je následně v bazické strusce vázán na vápník a jeho přechod zpět do taveniny není možný :

Si + 2 FeO ↔ SiO2 + 2 Fe
SiO2 + 2 CaO → (CaO)2.SiO2
- Oduhličení tj. okysličování uhlíku probíhá v Siemensově-Martinově peci oxidy železa převážně ze strusky, které difundují(přecházejí) do taveniny a reagují s uhlíkem. Produkt reakce je plynný oxid uhelnatý, který odchází komínem do atmosféry :

FeO + C → Fe + CO↑
- Reakce manganu závisí na obsahu kyslíku v tavenině a probíhá podle následující reakce. Za vyšších teplot taveniny a nízkého obsahu kyslíku je tato reakce vratná a oxid manganatý může být redukován zpět do lázně :

FeO + Mn ↔ MnO + Fe
- Odfosfoření probíhá podle reakce. Tato reakce je silně exotermická, tj. vyvíjí se velké množství tepla. K úspěšnému odfosfoření je nutné, aby byla dostatečná nabídka kyslíku a vápníku ve strusce. Fosfor podstatně zhoršuje vlastnosti oceli a proto musí být jeho obsah snížen na možné minimum. V mnoha případech je nutno k zamezení zpětného nafosfoření taveniny strusku stáhnout (odstranit) a nahradit ji novou struskou :

2 Fe3P + 5 FeO ↔ P2O5 + 11 Fe
3 CaO + P2O5 ↔ (CaO)3.P2O5
- Síra podobně jako fosfor působí nepříznivě na mechanické vlastnosti oceli a proto je nezbytné obsah síry redukovat na minimum. Odsíření probíhá podle následující reakce. Reakce síry s vápníkem je endotermická tj. spotřebovává teplo. Pro úspěšné odsíření je proto žádoucí vyšší teplota taveniny a strusky. Obsah oxidu železnatého ve strusce má být nízký :

FeS + CaO → CaS + FeO
- Další doprovodné prvky jako hliník, titan, zirkonium, tantal, niob apod. mají vysokou afinitu ke kyslíku a jsou zpravidla oxidovány již ve fázi tavení. Prvky s nízkou afinitou ke kyslíku jako měď, nikl, arsen zůstávají v tavenině.

- Po dosažení požadovaného chemického složení musí být obsah kyslíku v tavenině pomocí desoxidace redukován. Toto se provádí přísadou ferosilicia (FeSi) nebo feromanganu (FeMn) do pece a do transportní neboli licí pánve. Ocelová tavenina se odlévá v hutních provozech do kovových forem (kokil) na bloky (ingoty) nebo se použije na výrobu ocelových odlitků ve slévárnách ocelolitiny.